# Schizophragma
Schizophragma es un género con dos especies de plantas perennes perteneciente a la familia  Hydrangeaceae. Es originario de China, Japón y Corea. Comprende 16 especies descritas y de estas, solo 8 aceptadas.

## Descripción
Son arbustos escandentes menudos de hoja caduca. Los tallos postrados o escaladores, con raíces aéreas. Las hojas son opuestas, simples, el margen entero y ligeramente aserrados, dentados o casi. La inflorescencia terminal en forma de corimbo. El fruto es una cápsula loculicida, con  semillas muy numerosas, fusiformes, con alas largas y estrechas en ambos extremos.

## Taxonomía
Schizophragma hydrangeoides fue descrita por Philipp Franz von Siebold & Joseph Gerhard Zuccarini y publicada en Flora Japonica  1: 59 en el año 1835.

## Especies aceptadas
A continuación se brinda un listado de las especies del género Schizophragma aceptadas hasta mayo de 2014, ordenadas alfabéticamente. Para cada una se indica el nombre binomial seguido del autor, abreviado según las convenciones y usos. 
- Schizophragma choufenianum Chun
- Schizophragma corylifolium Chun
- Schizophragma crassum Hand.-Mazz.
- Schizophragma fauriei Hayata
- Schizophragma hypoglaucum Rehder
- Schizophragma integrifolium Oliv.
- Schizophragma megalocarpum Chun
- Schizophragma molle (Rehder) Chun